# Дрёй
Дрёй (фр. Dreuilhe) — коммуна во Франции, находится в регионе Юг — Пиренеи. Департамент коммуны — Арьеж. Входит в состав кантона Лавлане. Округ коммуны — Фуа.
Код INSEE коммуны — 09106.

## Население
Население коммуны на 2008 год составляло 375 человек.
| 1962 | 1968 | 1975 | 1982 | 1990 | 1999 | 2008 |
| ---- | ---- | ---- | ---- | ---- | ---- | ---- |
| 224  | 310  | 308  | 330  | 389  | 326  | 375  |

## Экономика
В 2007 году среди 253 человек в трудоспособном возрасте (15—64 лет) 174 были экономически активными, 79 — неактивными (показатель активности — 68,8 %, в 1999 году было 67,6 %). Из 174 активных работали 150 человек (84 мужчины и 66 женщин), безработных было 24 (13 мужчин и 11 женщин). Среди 79 неактивных 11 человек были учениками или студентами, 39 — пенсионерами, 29 были неактивными по другим причинам.